# Restitution (Österreich)

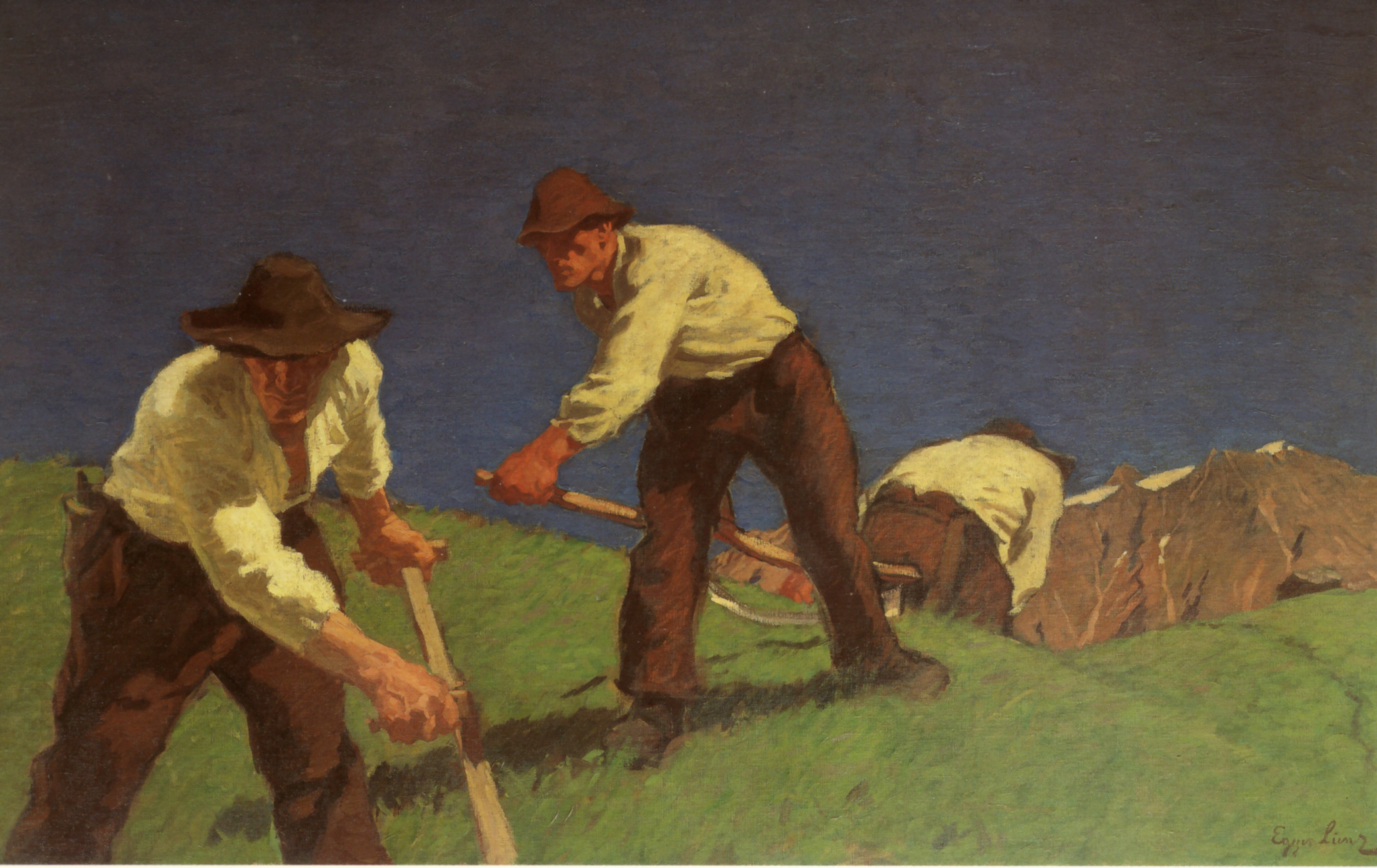
Beispielhaft für eine umstrittene Restitutionsforderung in Österreich: Die Bergmäher (1907) von Albin Egger-Lienz. Bis 1938 befand sich das Bild im Eigentum von Oskar Neumann, ob es danach „sichergestellt“ und weiterverkauft wurde („Raubkunst“), konnte nicht zweifelsfrei nachgewiesen werden. 1970 wurde das Gemälde von Rudolf Leopold in einer Galerie derivativ erworben.

Restitution (Rückvergütung) bedeutet die Rückgabe (Rückstellung) von Vermögenswerten, zumeist im Sinne der Rückgabe von während des Nationalsozialismus in Österreich entzogenem (jüdischen) Vermögen nach 1945 an ihre früheren Eigentümer.
Die Restitution wurde nur langsam und schrittweise angegangen. Sie ist deshalb bis heute nicht abgeschlossen.

## Überblick
Nach Ende des Zweiten Weltkriegs lehnte Österreich zunächst jede Verantwortung für die Verbrechen des NS-Regimes ab, da sich die Republik Österreich unter Berufung auf die Moskauer Deklaration von 1943 und die Opferthese als erstes Opfer der Aggressionspolitik des Deutschen Reiches betrachtete.
Am 15. Mai 1946 wurde dennoch das Bundesgesetz über die Nichtigerklärung von Vermögensübertragungen, die während der deutschen Besetzung Österreichs erfolgt sind verabschiedet. Das Gesetz bildete die Basis für die später erlassenen Rückstellungsgesetze. Es erklärte entgeltliche und unentgeltliche Rechtsgeschäfte und sonstige Rechtshandlungen während der deutschen Besetzung Österreichs für „null und nichtig“, wenn sie im Zuge seiner durch das Deutsche Reich erfolgten politischen oder wirtschaftlichen Durchdringung vorgenommen worden waren, um natürlichen oder juristischen Personen Vermögenschaften oder Vermögensrechte zu entziehen, die ihnen am 13. März 1938 zugestanden sind.
Dieses Gesetz war Grundlage für die in der Folge erlassenen Rückstellungsgesetze. Diese sahen jedoch die Rückgabe von enteignetem Vermögen nur in bestimmten Fällen vor und waren nicht darauf angelegt, möglichst viele Opfer zu entschädigen: Die Frist zur Antragstellung war sehr kurz gehalten, die potentiellen Antragsteller, zumeist im Ausland wohnhaft, wurden nicht auf ihre Rechte hingewiesen. Es wurde auch nicht berücksichtigt, dass der Vermögensverlust in vielen Fällen für die Opfer nicht einfach durch Dokumente belegbar war, da die Opfer vielfach auch alle persönlichen und beruflichen Aufzeichnungen in Österreich zurücklassen mussten und sich keine mit Österreich vertrauten Privatrechercheure leisten konnten.
In den beiden großen Parteien ÖVP und SPÖ gab es in der Nachkriegszeit latenten Antisemitismus, der zum praktischen Ziel führte, möglichst wenig an die „jüdischen Kapitalisten“ zurückgeben zu müssen. Eine Wortmeldung von Innenminister Oskar Helmer zur Frage, wann entzogenes jüdisches Eigentum zurückzuerstatten oder zu entschädigen sei, belegt dies:

„Was den Juden weggenommen wurde, kann man nicht auf die Plattform ‚Großdeutsches Reich‘ bringen. Ein Großteil fällt schon auf einen Teil unserer lieben Mitbürger zurück. […] Ich sehe überall nur jüdische Ausbreitung […] Auch den Nazis ist im Jahre 1945 alles weggenommen worden […] Ich wäre dafür, dass man die Sache in die Länge zieht. […] Die Juden werden das selbst verstehen, da sie im klaren darüber sind, dass viele gegen sie Stellung nehmen.“

Der österreichische Staatsvertrag von 1955 regelt Artikel 26 die Ansprüche von Opfern nationalsozialistischer Verfolgung auf Vermögensrückstellung und Wiederherstellung ihrer Rechte bzw. Ansprüche auf Entschädigung, falls eine Rückstellung nicht möglich ist.
Erst 1991 gestand Bundeskanzler Vranitzky die Mitschuld Österreichs an den Verbrechen des Nationalsozialismus öffentlich ein. Im Washingtoner Abkommen von 2003 wurden letzte Fragen geklärt und in einem zehn Punkte umfassenden Anhang konkrete Durchführungsmaßnahmen vereinbart. Auf die Entschädigungen besteht allerdings bis heute kein Rechtsanspruch; es handelt sich rechtlich um freiwillige Leistungen des Staates.

## Geschichte

### Restitution in der Nachkriegszeit: die Rückstellungsgesetze
Die sieben Rückstellungsgesetze wiesen in sich keine durchgängige Systematik auf, sodass es für die Betroffenen schwierig war herauszufinden, welches Gesetz für ihren Fall anwendbar und bei welcher Behörde ein Antrag einzubringen war. Sie behandeln die Rückgabe von Beutekunst, Immobilien, Patentrechten etc. aus der Zeit des Nationalsozialismus auf dem heutigen österreichischen Bundesgebiet.
Bis 1946 bestanden überhaupt keine klaren Vorstellungen, ob und wie das durch die Nationalsozialisten geraubte Vermögen zurückgegeben werden sollte. SPÖ und KPÖ schlugen einen „Restitutionsfonds“ vor: nur hilfsbedürftige Opfer des Nationalsozialismus hätten Zahlungen erhalten sollen, die ursprünglichen Eigentümer hätten demnach nichts mehr zurückbekommen sollen. Diese Vorschläge stießen nicht zuletzt auch auf den Widerstand der Westalliierten. Daher entschied man sich im Frühjahr 1946 zur Rückstellung entzogener Vermögen an die geschädigten Eigentümer. Da aber Österreich unter Berufung auf die Moskauer Deklaration jede Mitverantwortung an den NS-Verbrechen von sich wies, blieb die Rückstellung auf die Rückgabe noch vorhandenen und auffindbaren Eigentums beschränkt. Entschädigungszahlungen darüber hinaus wurden erst nach dem Staatsvertrag, wiederum auf Druck der Westalliierten, geleistet.

#### Erstes Rückstellungsgesetz
Das Bundesgesetz vom 26. Juli 1946 über die Rückstellung entzogener Vermögen, die sich in Verwaltung des Bundes oder der Bundesländer befinden (BGBl. 1946/156) hatte Vermögen zum Gegenstand, das durch staatliches Handeln (z. B. Verordnungen) den Besitzern entzogen worden war und nun von einer staatlichen Stelle, z. B. einer Finanzlandesdirektion, verwaltet wurde.
Vollziehende Behörde war die Finanzlandesdirektion, in deren Einzugsgebiet das entzogene Vermögen sich befand, die meisten Fälle hatte die Finanzlandesdirektion für Wien, Niederösterreich und das Burgenland zu bearbeiten.
Bei der Finanzlandesdirektion für Wien, Niederösterreich und das Burgenland wurden zwischen 1946 und 1956 rund 10.700 Anträge eingebracht, davon endeten rund 77 % nach allerdings meist lang dauernden Verfahren positiv für die Antragsteller, wie Peter Böhmer im Auftrag der Historikerkommission feststellte.

#### Zweites Rückstellungsgesetz
Das Bundesgesetz vom 6. Februar 1947 über die Rückstellung entzogener Vermögen, die sich im Eigentum der Republik Österreich befinden (BGBl. 1947/53), hatte entzogene Vermögen zum Gegenstand, die aufgrund des Nationalsozialisten- und des Kriegsverbrechergesetzes ins Eigentum der Republik Österreich übergegangen waren, also jenes Eigentum, das Nationalsozialisten zuvor von NS-Opfern an sich gebracht hatten und das nun aufgrund der Entnazifizierungsbestimmungen an den österreichischen Staat gefallen war.
Vollziehende Behörde war die Finanzlandesdirektion, in deren Einzugsgebiet das entzogene Vermögen sich befand, die meisten Fälle hatte die Finanzlandesdirektion für Wien, Niederösterreich und das Burgenland zu bearbeiten.
Die Zahl der Anträge lag weit unter jener nach dem Ersten Rückstellungsgesetz. Bei der Finanzlandesdirektion für Wien, Niederösterreich und das Burgenland belief sie sich insgesamt auf 900, das waren 53 % aller nach dem Zweiten Rückstellungsgesetz gestellten Anträge (wiederum nach Peter Böhmers Forschungen im Auftrag der Historikerkommission). NS-Organisationen hatte es in ganz Österreich gegeben, daher fehlte hier die Konzentration auf den Wiener Raum.

#### Drittes Rückstellungsgesetz
Das Bundesgesetz vom 6. Februar 1947 über die Nichtigkeit von Vermögensentziehungen (BGBl. 1947/54) hatte entzogene Vermögen zum Gegenstand, die sich in der Hand von Einzelpersonen, Firmen oder Institutionen befanden.
Vollziehende Behörden waren erstinstanzlich die bei den Landesgerichten für Zivilrechtssachen eingerichtete Rückstellungskommissionen. Diese bestanden aus einem Vorsitzenden und dessen Stellvertretern, die alle Richter sein mussten, sowie beisitzenden Laien. Zweite Instanz waren die bei den Oberlandesgerichten eingerichteten Rückstellungsoberkommissionen, dritte Instanz war die Oberste Rückstellungskommission beim Obersten Gerichtshof.
Das Dritte war das wichtigste aller Rückstellungsgesetze, betraf es doch die größte Zahl entzogener Vermögen. Dementsprechend heftig wurde es politisch von Wirtschaftskreisen und dem Verband der Unabhängigen, einem Sammelbecken unter anderem ehemaliger Nationalsozialisten, publizistisch und parlamentarisch bekämpft. Alle Versuche, das Gesetz zum Nachteil der geschädigten Eigentümer zu ändern, scheiterten am Widerstand der Westalliierten. Zahlenangaben sind keine verfügbar, da ein großer Teil der Akten der Rückstellungskommissionen 1986 – vermutlich aus Unwissenheit – vernichtet wurde. Auf Ersuchen des DÖW wurde diese Aktenvernichtung 1986 gestoppt, allerdings konnte damit nur mehr ein kleiner Teil der Akten gerettet werden.

#### Viertes Rückstellungsgesetz
Das Bundesgesetz vom 21. Mai 1947, betreffend die unter nationalsozialistischem Zwang geänderten oder gelöschten Firmennamen (BGBl. 1947/143) ermöglichte nach 1945 wieder die rechtmäßige Übernahme des ursprünglichen Namens (Firma), unter dem ein Unternehmen betrieben wurde.
Vollziehende Behörden waren Registergerichte; das sind jene Gerichte, die das Handelsregister führen.

#### Fünftes Rückstellungsgesetz
Das Bundesgesetz vom 22. Juni 1949, über die Rückstellung entzogenen Vermögens juristischer Personen des Wirtschaftslebens, die ihre Rechtspersönlichkeit unter nationalsozialistischem Zwang verloren haben (BGBl. 1949/164) regelte nicht nur die Rückstellungsansprüche juristischer Personen des Wirtschaftslebens, sondern ermöglichte zusätzlich auch deren Wiedererrichtung. Juristische Personen des Wirtschaftslebens sind Aktiengesellschaften, Kommanditgesellschaften, Gesellschaften mit beschränkter Haftung, Erwerbs- und Wirtschaftsgenossenschaften und einige andere.
Vollziehende Behörden waren bei den Landesgerichten für Zivilrechtssachen eingerichtete Rückstellungskommissionen, die aus dem Vorsitzenden und dessen Stellvertretern, die alle Richter sein mussten, sowie aus Beisitzern bestanden, die Laien waren. Zweite Instanz waren die bei den Oberlandesgerichten eingerichteten Rückstellungsoberkommissionen, dritte Instanz war die Oberste Rückstellungskommission beim Obersten Gerichtshof.
Die Zahl der Verfahren dürfte, wie die Österreichische Historikerkommission feststellte, gering gewesen sein, kann aber aufgrund der fehlenden Akten nicht genau angegeben werden.

#### Sechstes Rückstellungsgesetz
Das Bundesgesetz vom 30. Juni 1949 über die Rückstellung gewerblicher Schutzrechte (BGBl. 1949/199) hatte entzogene Marken- und Musterrechte sowie Patentrechte zum Gegenstand, wobei das Gesetz sowohl entzogene Rechte als auch die Behinderung der Nutzung solcher Rechte erfasste.
Vollziehende Behörden waren bei den Landesgerichten für Zivilrechtssachen eingerichtete Rückstellungskommissionen, die aus dem Vorsitzenden und dessen Stellvertretern, die alle Richter sein mussten, sowie aus Beisitzern bestand, die Laien waren. Zweite Instanz waren die bei den Oberlandesgerichten eingerichteten Rückstellungsoberkommissionen, dritte Instanz war die Oberste Rückstellungskommission beim Obersten Gerichtshof.
Die zeitgenössische Literatur gibt die Zahl der Verfahren bis 1952 mit 25 an.

#### Siebentes Rückstellungsgesetz
Das Bundesgesetz vom 14. Juli 1949 über die Geltendmachung entzogener oder nicht erfüllter Ansprüche aus Dienstverhältnissen in der Privatwirtschaft (BGBl. 1949/207) hatte im Zuge des verfolgungsbedingten Arbeitsplatzverlustes nicht erfüllte Ansprüche zum Gegenstand, wie z. B. Abfertigungen, sowie die aus diesem Verlust sich ergebenden finanziellen Einbußen; die tatsächlichen Schäden wurden durch dieses Gesetz aber nur in sehr eingeschränkter Weise abgegolten.
Vollziehende Behörden waren Arbeitsgerichte.
Es existieren so gut wie keine Akten zum Vollzug dieses Gesetzes, wie die Österreichische Historikerkommission feststellen musste.

### Analyse der Nachkriegsgesetzgebung und -praxis
1998–2003 wurden im Auftrag der Österreichischen Historikerkommission zur Erforschung des Vermögensentzugs während der NS-Zeit sowie der Rückstellungen und Entschädigungen seit 1945 Entstehungsgeschichte, Wirkungsweise und auch Probleme der Rückstellungsgesetze eingehend analysiert.
Das Urteil der Österreichischen Historikerkommission zu den Rückstellungen:

„Das Rückstellungswesen ist ein unübersichtliches, teilweise widersprüchliches Geflecht aus einer Vielzahl von Gesetzen und Verordnungen, von widerstrebenden Interessen der politischen Parteien, der Wirtschaftsverbände, der Opferorganisationen und der Alliierten. Zahlreiche Probleme lagen außerhalb der Rückstellungsgesetze […] Dieses Dickicht zu durchdringen bedurfte es eines finanziellen wie mentalen Kraftaktes. Für die Opfer des Nationalsozialismus, die mit dem Leben davongekommen waren und die ihr geraubtes Hab und Gut zurückwollten, um überhaupt ein Überleben sichern zu können, war es äußerst schwierig sich zu orientieren. In der Bundesrepublik Deutschland, wo im Prinzip zwei Gesetze die Rückstellung und Entschädigung regelten, war der Zugang einfacher.“

Die wichtigste Beschränkung der Rückstellungen ergab sich daraus, dass sie sich nur auf noch vorhandene und auffindbare Güter bezogen. Damit blieben als zentrale Vermögenskategorien in den Rückstellungsverfahren nach den ersten drei Rückstellungsgesetzen Liegenschaften und mittlere bis größere Betriebe. Liegenschaften waren aufgrund des Grundbuchs leicht zu identifizieren. Betriebe ab einer gewissen Größe hatten auch mit einer gewissen Wahrscheinlichkeit die NS-Zeit überstanden. Kleine Betriebe hingegen waren mehrheitlich zuerst enteignet und dann aufgelöst („liquidiert“) worden, sodass nichts mehr vorhanden war, das rückgestellt hätte werden können. Schwierig gestaltete sich auch die Rückstellung beweglicher Güter, wie Hausrat, Bücher, Kunstgegenstände. Bekannte Sammlungen, wie beispielsweise die Bibliothek Arthur Schnitzlers, konnte aufgefunden und letztlich restituiert werden. Die unzähligen entzogenen Gegenstände oder Bücher der einfachen Leute blieben schlicht unauffindbar. Erst mit dem Kunstrückgabegesetz 1998 und der Einrichtung einer Provenienzforschungskommission beim Bundesdenkmalamt begann die Durchsicht der Bestände der Bundesmuseen auf in der NS-Zeit entzogene und den rechtmäßigen Besitzern oder deren Erben nicht rückgestellte Gegenstände. Einzelne Bundesländer, wie Wien, Oberösterreich oder die Steiermark setzten ähnliche Kommissionen für ihren Bereich ein.
Die Rückstellungskommissionen legten einzelne Bestimmungen vor allem des Dritten Rückstellungsgesetzes zulasten der geschädigten Eigentümer aus. So musste im Falle einer Rückstellung der Kaufpreis an den gegenwärtigen Inhaber zurückgegeben werden, sofern ihn der Beraubte zur „freien Verfügung“ erhalten hatte. Die Rückstellungskommissionen verpflichteten die NS-Opfer oftmals, auch jene Teile des Kaufpreises rückzuerstatten, die der NS-Staat zur Begleichung von Reichsfluchtsteuer oder Judenvermögensabgabe einbehalten hatte. Für die oft mittellosen Überlebenden der NS-Verfolgung war es äußerst schwierig, diese Summen aufzubringen.
Die Antragsfristen der Rückstellungsgesetze wurden in unübersichtlicher Weise oftmals um unterschiedliche Zeiträume verlängert – um ein Jahr, um einige Monate, dann wieder ein halbes Jahr, bis sie zwischen 1952 und 1954 endgültig ausliefen.
Keine Rückstellungsgesetze gab es für Mietwohnungen, Konzessionen und Urheberrechte. Da vor 1938 fast alle Wohnungen nur gemietet waren, bedeutete dies, dass Rückkehrer aus Konzentrationslagern, Gefängnissen oder dem Exil keine Möglichkeit hatten, die ihnen entzogenen Wohnungen wieder zu beziehen. Bis in die 1950er Jahre wohnten manche Rückkehrer daher in Massenquartieren.

### Wandel der Rechtsauffassung
Schwierigkeiten, die bis heute in der Restitution auftreten, beruhen unter anderem auf dem Wandel der Rechtsauffassung, der vielfach noch auf Unverständnis stößt. Von Gegnern der Rückstellung werden – zuletzt von Rudolf Leopold – formalrechtlich gültige Kaufverträge angeführt und Bedenken zur Nichtbeachtung des Grundrechtes auf Eigentum geäußert, um Rückstellungen zu vermeiden. Jeder rechtliche Eigentümer könne über sein Eigentum frei verfügen; die Entscheidung des österreichischen Staates, aus Staatseigentum Rückstellungen durchzuführen, könne private Eigentümer nicht binden. Das Eigentum sei ausschließlich nach juristischen Kriterien zu definieren, moralische Ansprüche außerhalb des Gesetzes hätten hier nichts zu bewirken.
Orientiert sich die traditionelle Rechtsauffassung an formalen Regeln (etwa dem Prinzip der Verjährung oder dem volkstümlich als Was liegt, das pickt zusammengefassten Grundsatz, in ordnungsgemäß abgeschlossene Rechtsgeschäfte nicht einzugreifen), so stellt die modernere Rechtsauffassung an das Handeln des Einzelnen wie des Staates auch moralische Ansprüche. Formale Richtigkeit schließe moralisches Unrecht nicht aus, es müssten daher zum Schutze des Schwächeren, des Opfers bzw. des Geschädigten, besondere Regeln geschaffen werden, falls Einsicht in die Unmoral eines Vorganges und Bereitschaft zur Abhilfe nicht gegeben seien.

### Restitution von 1995 bis heute

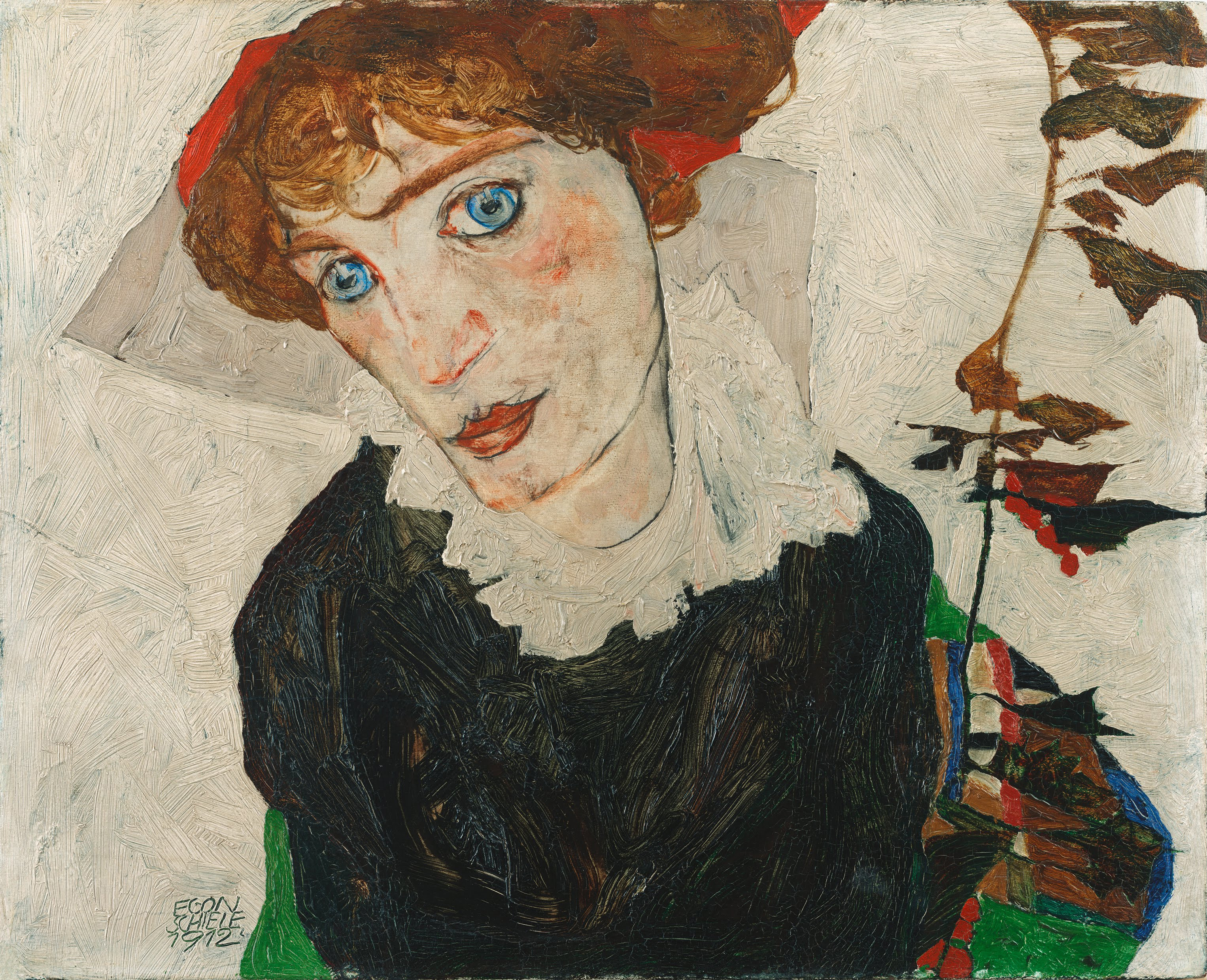
Egon Schieles Bildnis Wally (1912) wurde 1998 während einer Ausstellung in New York beschlagnahmt.

Als 1998 Egon Schieles Bildnis Wally bei einer Ausstellung in New York beschlagnahmt wurde, bekam die Restitution in Österreich internationale Aufmerksamkeit. Die damals zuständige Ministerin Elisabeth Gehrer berief eine Kommission für Provenienzforschung zur systematischen Klärung der Herkunft der Gemälde in Bundesmuseen. Eine weitere Folge war das Kunstrestitutionsgesetz, das als gesetzliche Grundlage für die Rückgabe von Kunstgegenständen, die im Zuge oder als Folge der NS-Zeit in österreichische Bundesmuseen gelangt sind, dienen sollte.

#### Kunstrückgabegesetz 1998
Das Bundesgesetz über die Rückgabe von Kunstgegenständen aus Österreichischen Bundesmuseen und Sammlungen (BGBl. I Nr. 181/1998), kurz Rückgabe von Kunstgegenständen, amtlicher Kurztitel Kunstrückgabegesetz, verpflichtete den Staat, auf Rückforderungen von Kunstwerken, die in der Zeit des Nationalsozialismus entzogen oder unter Druck verkauft wurden, mit weniger Formalismus und mehr Fairness zu reagieren.
Die Kommission für Provenienzforschung ist für die systematische Beforschung der Sammlungsbestände zuständig. Die Ergebnisse werden dem Kunstrückgabebeirat übermittelt, der darauf basierende Empfehlungen hinsichtlich der (Nicht-)Rückgaben an die zuständige Bundesministerin bzw. den zuständigen Bundesminister (derzeit Bundesministerium für Kunst, Kultur, öffentlichen Dienst und Sport) richtet.

#### Hinhaltender Widerstand

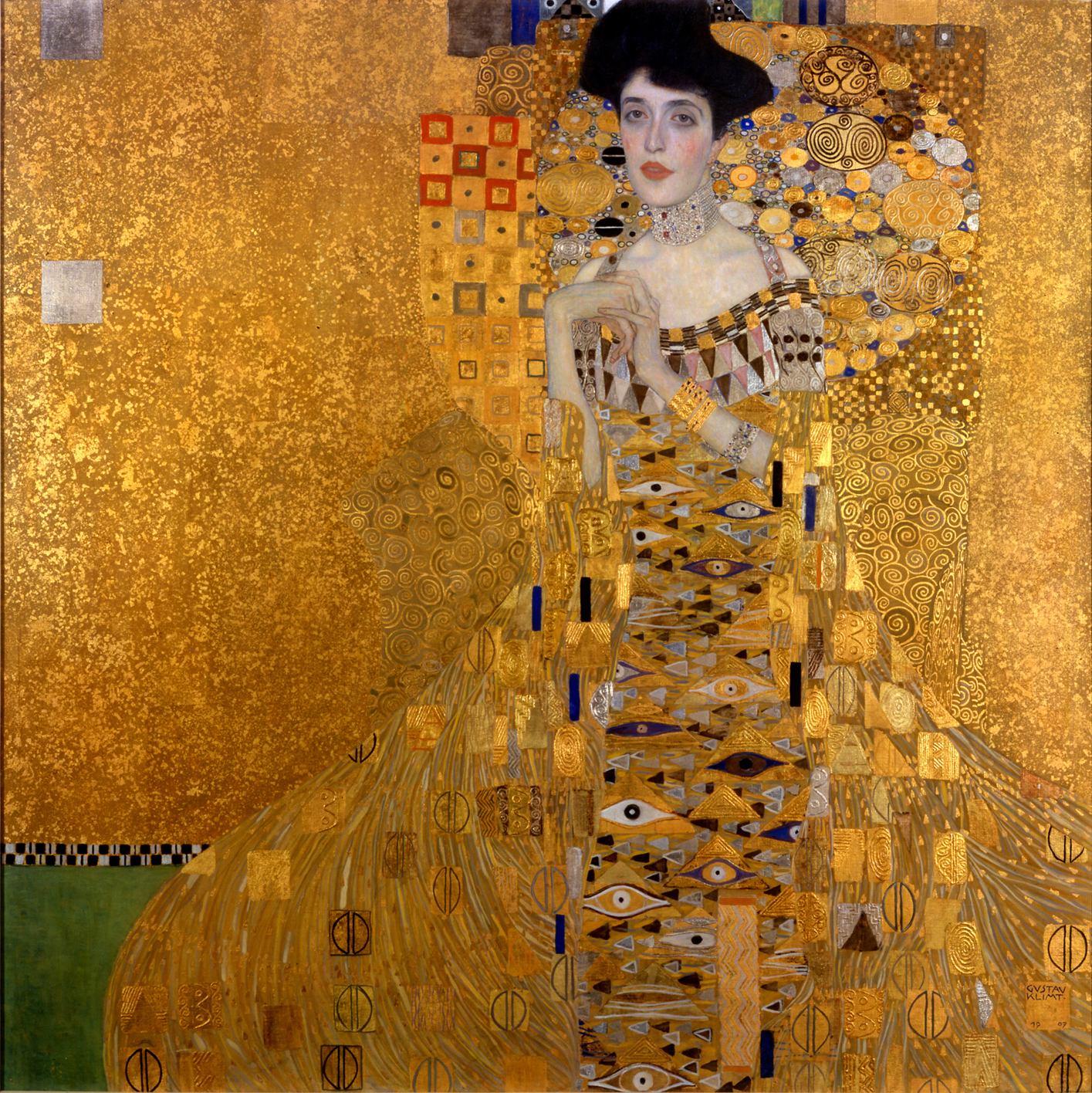
Adele Bloch-Bauer I von Gustav Klimt, vom Belvedere 2006 restituiert

Exemplarisch für den hinhaltenden Widerstand, der von österreichischer Seite auch dann noch gegen die Restitution erfolgen konnte, war der Fall Gustav Klimt: Adele Bloch-Bauer I. Das Adele Bloch-Bauer gewidmete berühmte Gemälde wurde ihrem Gatten Ferdinand Bloch-Bauer, der aus Österreich hatte flüchten müssen, entzogen, und später von Adeles Nichte Maria Altmann und ihren Miterben zurückverlangt. Erst nach sehr langem Rechtsstreit waren Elisabeth Gehrer und die Österreichische Galerie Belvedere gezwungen, das Bild an Bloch-Bauers Erben auszufolgen.
Privatsammlungen wie die Kunstsammlung Rudolf Leopolds, zu der das Bildnis Wally gehörte und die 1994 in das Eigentum einer staatlich geförderten Privatstiftung eingebracht wurde, und die Klimtsammlung, die Ursula Ucicky von ihrem Mann, vermutlich einem Sohn Klimts, erbte und 2013 zum Teil in eine neue Stiftung einbrachte, wurden in diesem Gesetz jedoch nicht berücksichtigt. Das Verfahren Vereinigte Staaten gegen Bildnis Wally, ein Gemälde von Egon Schiele wurde im Juli 2010 durch einen Vergleich beendet. Seit 20. August 2010 wird das Gemälde wieder im Wiener Leopold Museum ausgestellt. Ursula Ucicky verkaufte 2013 ein strittiges Klimt-Gemälde und teilte den Erlös mit den Erben der Eigentümer bis 1938.
2008 zeigten sich bei einer Ausstellung von Bildern Albin Egger-Lienz’ im Wiener Leopold Museum erneut Schwachstellen im Restitutionsgesetz. 14 Gemälde wurden damals öffentlich verdächtigt, NS-Raubkunst zu sein. Bei einigen ist die Herkunft durch NS-Enteignung aus jüdischem Besitz nachgewiesen (nicht z. B. bei „Waldinneres“, 1939 dem Ehepaar Georg und Erna Duschinsky von der Gestapo abgenommen und nach einem Rückstellungvergleich 1948 von einem Museum angekauft), doch da sich die Gemälde mittlerweile im Besitz einer privaten Stiftung befinden, greift das Gesetz nicht. Der Fall führte 2008 zu großem medialen Echo, nachdem der Sammler Rudolf Leopold (1925–2010) jegliche Schuld von sich wies und die Israelitische Kultusgemeinde (IKG) von einer Verhöhnung der NS-Opfer sprach und – erfolglos – die Schließung des Leopold-Museums forderte. Die Stiftung Leopold hat hierauf dem Vorschlag des Bildungsministeriums zugestimmt, zwei unabhängige Provenienzforscher im Leopold-Museum einzusetzen. Die Resultate dieser Forscher lassen darauf schließen, dass die 2008 von der IKG vorgetragenen Vorwürfe überzogen waren.

#### Aktive, passive und fehlende Provenienzforschung
Österreichische Institutionen haben sich der Provenienzforschung und daraus resultierenden Restitutionen in den letzten Jahren teilweise sehr engagiert gewidmet. Zu nennen sind hier die Österreichische Nationalbibliothek, das Wien Museum, die Wienbibliothek im Rathaus, das Heeresgeschichtliche Museum und das Dorotheum. Ein Teil der Institutionen wartet ab, bis konkrete Forderungen gestellt werden. In einigen Landesmuseen befindet sich die Provenienzforschung erst im Anfangsstadium. Einen Überblick über die seit der Verabschiedung des „Kunstrückgabegesetz“ 1998 in den Bundesmuseen getätigten Forschungen gibt der im Jahr 2008 veröffentlichte Band der Kommission für Provenienzforschung „'...wesentlich mehr Fälle als angenommen' 10 Jahre Kommission für Provenienzforschung“.
Am 9. November 2008, dem 70. Gedenktag der Novemberpogrome 1938, startete die IKG unter Federführung des damaligen Präsidenten Ariel Muzicant öffentlichkeitswirksam die Kampagne „Tatort Raubkunst“ vor dem Leopold Museum. Muzicant und etwa 30 seiner Mitarbeiter waren polizeiähnlich mit einheitlichen Jacken und Käppchen der Aufschrift „Raubkunst Special Farce“, klebten große Aufkleber mit der Aufschrift „Art Crime Scene“ oder „Tatort Raubkunst“ an die Fassade des Museums und versperrten kurzfristig den Zugang zum Museum mit Bändern der Aufschrift „Art Crime Scene“. Begleitet wurde die Kampagne von stadtweit präsenten Plakaten, auf denen enteignete Bilder zu sehen waren, je nach Bildmotiv mit Überschriften wie „Mädchen entführt“ (Fall Bondi-Jaray), „Wer kennt diesen Mann?“ (Fall Maylaender) oder „Fünf Häuser geraubt“ (Fall Steiner). Zugleich wurde eine Website mit Informationen und Dokumentation der Fälle und öffentlichen Aktionen eingerichtet.

#### Mauerbach-Auktion
Für Aufsehen sorgte Ende 2008 die Provenienzforscherin Sophie Lillie. Sie war 1996 als Mitarbeiterin der Israelitischen Kultusgemeinde Wien maßgeblich an der Abwicklung der so genannten Mauerbachauktion beteiligt. Diese kam in jahrelangen Forschungen zum Schluss, dass die 1996 bei der Mauerbach-Auktion versteigerten Kunstwerke nicht, wie die Republik Österreich versichert hatte, „herrenloses Gut“ seien, sondern deren Besitzer aufgrund von Aufschriften und Aufklebern auf der Rückseite der Gemälde in vielen Fällen eruierbar gewesen seien und sind.
Der so genannte „Mauerbach-Bestand“ umfasst tausende Kunstwerke, die die US-Armee im Zuge der Befreiung Österreichs geborgen hatte und Ende der 40er-, Anfang der 50er-Jahre der Republik Österreich übergeben hatte. Jahrzehntelang war die Kartause Depot für eine Sammlung von NS-Raubkunst, die vom Staat als „herrenloses“ Kunstgut eingestuft wurde. Das Bundesdenkmalamt hätte diese Bilder restituieren sollen, beschränkte seine Tätigkeit jedoch auf die Erfassung und Auflistung sämtlicher Kunstwerke und die darüber bekannten Einzelheiten.
Auf Druck von Simon Wiesenthal veröffentlichte das Bundesdenkmalamt 1969 die rund 8.000 Einträge umfassende Liste „herrenloser“ Kunst. In der Folge wurden 1.231 Gegenstände zurückgefordert, wovon letztlich 72 tatsächlich restituiert wurden. Alle anderen gingen in den 70ern gegen eine Abschlagzahlung von fünf Millionen Schilling in das Eigentum der Republik über.
1984 wurde man in den Vereinigten Staaten auf diese Sammlung aufmerksam und in den ARTnews wurde darüber als „Vermächtnis der Schande“ („Legacy of Shame“) berichtet. Die Bestände wurden erneut veröffentlicht; daraufhin wurden 3.300 Rückforderungen eingebracht und 22 Gegenstände zurückerstattet. Aufgrund öffentlichen Drucks wurde 1995 beschlossen, das Eigentum der Israelitischen Kultusgemeinde zu übertragen. Diese sollte die Gegenstände versteigern und den Erlös bedürftigen Holocaust-Überlebenden zukommen lassen.
Der Israelitischen Kultusgemeinde Wien wurde vom Staat versichert, dass die Eigentümer der Kunstwerke und Gegenstände nicht ausgemacht werden konnten und diese daher „herrenloses Gut“ seien. Provenienzforscherin Lillie erhielt vom damaligen Präsidenten der Kultusgemeinde, Paul Grosz, die Erlaubnis, die Rückseiten der Bilder abzufotografieren, als sie von dem mit der Versteigerung betrauten Auktionshaus Christie’s einzeln begutachtet und geschätzt wurden. Nachdem aufgrund des Skandals um das „Bildnis Wally“ 1998 die damalige Bundesministerin für Bildung, Wissenschaft und Kultur Elisabeth Gehrer die Archive für die Provenienzforschung öffnete, konnte Lillie der Herkunft und den einstigen Eigentümern von rund 50 dieser Bilder auf die Spur kommen.

#### Kunstrückgabegesetz: Novelle 2009
Das 1998 beschlossene Gesetz ließ diverse Wünsche offen, die der Gesetzgeber 2009 mit einer Novelle zu beheben trachtete. Seither trägt das Gesetz den neuen Langtitel Bundesgesetz über die Rückgabe von Kunstgegenständen und sonstigem beweglichem Kulturgut aus den österreichischen Bundesmuseen und Sammlungen und aus dem sonstigen Bundeseigentum. Der Kurztitel Kunstrückgabegesetz und die Abkürzung KRG blieben unverändert. Nach wie vor bezieht sich das Gesetz nur auf Staatseigentum, nicht auf mit Hilfe des Staates errichtete Stiftungen wie das Leopold Museum und auch nicht auf sonstiges Privateigentum wie etwa das von Ursula Ucicky.

#### Restitution der Stadt Wien
In der Wiener Stadtverwaltung war von 2001 bis 2008 Kurt Scholz Restitutionsbeauftragter. Er sah die Bilanz seiner Amtszeit „durchwachsen“, da von den beiden im Abkommen zur Regelung von Fragen der Entschädigung und Restitution für Opfer des Nationalsozialismus festgelegten „großen Brocken“ zwar die Rückgabe des Hakoah-Sportplatzes erfolgreich abgewickelt wurde, jedoch in der Frage der Erhaltung jüdischer Friedhöfe und Gräber in seiner Amtszeit keine Lösung gefunden werden konnte. Die Stadt Wien habe seines Wissens bis 2008 mehrere Tausend Kunstwerke restituiert. Besucher von Wiener Kunstmuseen müssten nicht das Gefühl haben, dass das Blut des Holocaust daran klebe. Schwierigkeiten bei der Restitution seien seiner Meinung nach darin begründet, dass man zwar nicht gegen Mauern, aber aufgrund der häufig anzutreffenden Einstellung „Schauen wir einmal“ gegen Gummiwände laufe.
Zur Erhaltung der jüdischen Friedhöfe wurde 2010 ein Bundesgesetz beschlossen, das Beiträge des Bundes sicherstellte. Die Stadt Wien, die ebenfalls Beiträge zur Friedhofswiederherstellung und -erhaltung leistete, schloss am 1. Oktober 2013 eine Vereinbarung mit der Kultusgemeinde, mit der die städtisch finanzierten Erhaltungsarbeiten wesentlich intensiviert werden können; die Stadtverwaltung wird dazu auf zwei Jahrzehnte jährlich 860.000 Euro zur Verfügung stellen.